# Campeonato de Primera D 2012-13
El Campeonato de Primera D 2012-13 fue la sexagésima tercera edición del torneo, quinta división del fútbol argentino en el orden de los clubes directamente afiliados a la AFA. Comenzó el 12 de agosto de 2012 y finalizó el 22 de junio de 2013. Lo disputaron 18 equipos.
Los nuevos participantes fueron: Puerto Nuevo, que regresó de la desafiliación; y el descendido de la Primera C, Leandro N. Alem.

## Ascensos y descensos
| Promedio | Desafiliado de la Primera D 2011-12 |
| -------- | ----------------------------------- |
| 18.º     | Sportivo Barracas                   |

| Reafiliado   |
| ------------ |
| Puerto Nuevo |

| Posición | Ascendido a la Primera C 2012-13 |
| -------- | -------------------------------- |
| 1.º      | Fénix                            |

| Promedio | Descendidos de la Primera C 2011-12 |
| -------- | ----------------------------------- |
| 20.º     | Leandro N. Alem                     |

## Equipos
| Equipo               | Ciudad               | Estadio                    | Capacidad un |
| -------------------- | -------------------- | -------------------------- | ------------ |
| Argentino de Quilmes | Quilmes              | Argentino de Quilmes       | 7000         |
| Argentino            | Rosario              | José Martín Olaeta         | 10000        |
| Atlas                | General Rodríguez    | Ricardo Puga               | 2500         |
| Cañuelas             | Cañuelas             | Jorge Alfredo Arín         | 2000         |
| Central Ballester    | General San Martín   | Estadio Franco Muggeri     | 3200         |
| Centro Español       | Morón (Buenos Aires) | Estadio Nueva España       | 2000         |
| Claypole             | Claypole             | Rodolfo Vicente Capocasa   | 1000         |
| Deportivo Paraguayo  | Buenos Aires         | Juan Antonio Arias         | 5000         |
| Deportivo Riestra    | Buenos Aires         | Guillermo Laza             | 3000         |
| Leandro N. Alem      | Buenos Aires         | Estadio de Leandro N. Alem | 4000         |
| Ituzaingó            | Ituzaingó            | Ituzaingó                  | 5000         |
| Juventud Unida       | San Miguel           | Néstor Bedgni              | 3200         |
| Lugano               | Tapiales             | José María Moraños         | 1500         |
| Muñiz                | Muñiz                | Malvinas Argentinas        | 10.000       |
| San Martín           | Burzaco              | Francisco Boga             | 3000         |
| Puerto Nuevo         | Buenos Aires         | Rubén Carlos Vallejos      | 500          |
| Victoriano Arenas    | Valentín Alsina      | Saturnino Moure            | 1500         |
| Yupanqui             | Buenos Aires         | Juan Antonio Arias         | 5000         |

### Distribución geográfica de los equipos
| Región                                   | Cant. | Equipos |
| ---------------------------------------- | ----- | --- |
| Conurbano bonaerense                     | 10    | Argentino de Quilmes, Lugano, Central Ballester, Centro Español, Claypole, Muñiz, Ituzaingó, Juventud Unida, San Martín y Victoriano Arenas |
| Ciudad de Buenos Aires                   | 3     | Deportivo Paraguayo, Deportivo Riestra y Yupanqui                                                                                           |
| Interior de la provincia de Buenos Aires | 4     | Atlas, Cañuelas, Leandro N. Alem y Puerto Nuevo                                                                                             |
| Provincia de Santa Fe                    | 1     | Argentino de Rosario |

## Formato

### Competición
Se disputó un torneo todos contra todos a dos ruedas, de 34 fechas.

### Ascenso
El campeón ascendió directamente a la Primera C. Los equipos ubicados del 2.º al 5.º puesto participaron de un torneo reducido (por eliminación directa). Se jugó a dos partidos, local y visitante, y en caso de empate se ejecutaron tiros desde el punto penal. El ganador logró el segundo ascenso.

### Desafiliación temporaria
El equipo peor ubicado en la tabla de promedios perdió la categoría, quedando desafiliado por una temporada.

## Tabla de posiciones
| Pos. | Equipo               | Pts. | PJ | PG | PE | PP | GF | GC | Dif. |
| ---- | -------------------- | ---- | -- | -- | -- | -- | -- | -- | ---- |
| 01.º | Argentino de Quilmes | 83   | 34 | 27 | 2  | 5  | 65 | 19 | 46   |
| 02.º | Deportivo Riestra    | 69   | 34 | 21 | 6  | 7  | 48 | 20 | 28   |
| 03.º | San Martín (B)       | 66   | 34 | 20 | 6  | 8  | 62 | 34 | 28   |
| 04.º | Ituzaingó            | 57   | 34 | 15 | 12 | 7  | 32 | 18 | 14   |
| 05.º | Juventud Unida       | 55   | 34 | 14 | 13 | 7  | 35 | 20 | 15   |
| 06.º | Leandro N. Alem      | 55   | 34 | 16 | 7  | 11 | 37 | 30 | 7    |
| 07.º | Centro Español       | 54   | 34 | 15 | 9  | 10 | 43 | 24 | 19   |
| 08.º | Muñiz                | 53   | 34 | 15 | 8  | 11 | 33 | 30 | 3    |
| 09.º | Victoriano Arenas    | 48   | 34 | 13 | 9  | 12 | 37 | 30 | 7    |
| 10.º | Lugano               | 44   | 34 | 12 | 8  | 14 | 39 | 38 | 1    |
| 11.º | Atlas                | 44   | 34 | 10 | 14 | 10 | 34 | 33 | 1    |
| 12.º | Claypole             | 38   | 34 | 9  | 11 | 14 | 25 | 47 | −22  |
| 13.º | Cañuelas             | 34   | 34 | 8  | 10 | 16 | 21 | 37 | −16  |
| 14.º | Central Ballester    | 32   | 34 | 8  | 8  | 18 | 34 | 58 | −24  |
| 15.º | Argentino de Rosario | 31   | 34 | 7  | 10 | 17 | 28 | 43 | −15  |
| 16.º | Deportivo Paraguayo  | 27   | 34 | 6  | 9  | 19 | 22 | 55 | −33  |
| 17.º | Yupanqui             | 25   | 34 | 4  | 13 | 17 | 22 | 47 | −25  |
| 18.º | Puerto Nuevo         | 22   | 34 | 5  | 7  | 22 | 19 | 53 | −34  |

|  | Campeón. Ascendió a la Primera C.                          |
|  | Participaron en el torneo reducido por el segundo ascenso. |

## Tabla de promedios
| Pos | Equipo               | Promedio | 2010/11 | 2011/12 | 2012/13 | Pts | PJ  |
| --- | -------------------- | -------- | ------- | ------- | ------- | --- | --- |
| 1º  | Argentino de Quilmes | 2,000    | 54      | 67      | 83      | 204 | 102 |
| 2º  | Riestra              | 1,794    | 57      | 57      | 69      | 183 | 102 |
| 3º  | San Martín (B)       | 1,764    | 58      | 56      | 66      | 180 | 102 |
| 4º  | Atlas                | 1,705    | 66      | 64      | 44      | 174 | 102 |
| 5º  | Centro Español       | 1,647    | 55      | 59      | 54      | 168 | 102 |
| 6º  | Leandro N. Alem      | 1,617    | -       | -       | 55      | 55  | 34  |
| 7º  | Juventud Unida       | 1,421    | 50      | 40      | 55      | 145 | 102 |
| 8º  | Ituzaingó            | 1,392    | 51      | 34      | 57      | 142 | 102 |
| 9º  | Muñiz                | 1,279    | -       | 34      | 53      | 87  | 68  |
| 10º | Lugano               | 1,235    | 48      | 34      | 44      | 126 | 102 |
| 11º | Victoriano Arenas    | 1,225    | 33      | 44      | 48      | 125 | 102 |
| 12º | Claypole             | 1,205    | 50      | 35      | 38      | 123 | 102 |
| 13º | Cañuelas             | 1,196    | 40      | 48      | 34      | 122 | 102 |
| 14º | Argentino (R)        | 1,098    | 46      | 35      | 31      | 112 | 102 |
| 15º | Central Ballester    | 0,990    | 39      | 30      | 32      | 101 | 102 |
| 16º | Yupanqui             | 0,980    | 27      | 48      | 25      | 100 | 102 |
| 17º | Deportivo Paraguayo  | 0,970    | 38      | 34      | 27      | 99  | 102 |
| 18º | Puerto Nuevo         | 0,647    | -       | -       | 22      | 22  | 34  |

|  | Desafiliado por una temporada. |

## Resultados
| Cañuelas             | 1 - 0 | Ituzaingó           | Jorge Alfredo Arín       | 12 de agosto     | 15:30 |
| Argentino (R)        | 1 - 0 | Deportivo Paraguayo | José María Olaeta        | 12 de agosto     | 15:30 |
| Atlas                | 3 - 2 | San Martín (B)      | Ricardo Puga             | 14 de agosto     | 15:30 |
| Argentino de Quilmes | 1 - 0 | Centro Español      | Argentino de Quilmes     | 14 de agosto     | 15:30 |
| Yupanqui             | 1 - 2 | Puerto Nuevo        | Juan Antonio Arias       | 14 de agosto     | 15:30 |
| Central Ballester    | 0 - 2 | Lugano              | Franco Muggeri           | 19 de septiembre | 15:30 |
| Muñiz                | 1 - 0 | Juventud Unida      | Carlos Barraza           | 3 de octubre     | 15:30 |
| Claypole             | 0 - 1 | Leandro N. Alem     | Rodolfo Vicente Capocasa | 10 de octubre    | 15:30 |
| Deportivo Riestra    | 1 - 0 | Victoriano Arenas   | Guillermo Laza           | 17 de octubre    | 15:30 |

| Leandro N. Alem     | 2 - 1 | Deportivo Riestra    | Leandro N. Alem             | 19 de agosto | 15:30 |
| Deportivo Paraguayo | 2 - 0 | Claypole             | Juan Antonio Arias          | 20 de agosto | 15:30 |
| Victoriano Arenas   | 1 - 1 | Central Ballester    | Saturnino Moure             | 20 de agosto | 15:30 |
| Ituzaingó           | 1 - 0 | Muñiz                | Ituzaingó                   | 20 de agosto | 15:30 |
| Juventud Unida      | 0 - 2 | Argentino de Quilmes | Franco Muggeri              | 20 de agosto | 15:30 |
| Centro Español      | 2 - 0 | Atlas                | Nueva España (Dep. Español) | 20 de agosto | 15:30 |
| Lugano              | 2 - 1 | Cañuelas             | República de Italia         | 21 de agosto | 15:30 |
| San Martín (B)      | 0 - 0 | Puerto Nuevo         | Francisco Boga              | 21 de agosto | 15:40 |
| Argentino (R)       | 0 - 2 | Yupanqui             | José María Olaeta           | 22 de agosto | 15:40 |

| Yupanqui             | 1 - 3 | San Martín (B)      | Juan Antonio Arias       | 25 de agosto | 15:30 |
| Central Ballester    | 4 - 2 | Leandro N. Alem     | Franco Muggeri           | 25 de agosto | 15:30 |
| Atlas                | 1 - 0 | Juventud Unida      | Ricardo Puga             | 25 de agosto | 15:30 |
| Cañuelas             | 0 - 3 | Victoriano Arenas   | Jorge Alfredo Arín       | 25 de agosto | 15:35 |
| Deportivo Riestra    | 2 - 0 | Deportivo Paraguayo | Guillermo Laza           | 26 de agosto | 15:30 |
| Puerto Nuevo         | 0 - 2 | Centro Español      | Rubén Carlos Vallejos    | 26 de agosto | 15:30 |
| Argentino de Quilmes | 1 - 0 | Ituzaingó           | Argentino de Quilmes     | 26 de agosto | 15:35 |
| Muñiz                | 1 - 0 | Lugano              | Malvinas Argentinas      | 27 de agosto | 15:30 |
| Claypole             | 2 - 1 | Argentino (R)       | Rodolfo Vicente Capocasa | 28 de agosto | 15:30 |

| Lugano              | 3 - 0 | Argentino de Quilmes | República de Italia      | 1 de septiembre | 11:00 |
| Claypole            | 1 - 1 | Yupanqui             | Rodolfo Vicente Capocasa | 1 de septiembre | 15:30 |
| Victoriano Arenas   | 0 - 1 | Muñiz                | Saturnino Moure          | 1 de septiembre | 15:30 |
| Ituzaingó           | 1 - 1 | Atlas                | Ituzaingó                | 1 de septiembre | 15:30 |
| Juventud Unida      | 2 - 0 | Puerto Nuevo         | Franco Muggeri           | 1 de septiembre | 15:30 |
| Leandro N. Alem     | 0 - 2 | Cañuelas             | Leandro N. Alem          | 1 de septiembre | 15:30 |
| Centro Español      | 2 - 0 | San Martín (B)       | Nueva España             | 2 de septiembre | 15:30 |
| Argentino (R)       | 0 - 1 | Deportivo Riestra    | José María Olaeta        | 2 de septiembre | 15:30 |
| Deportivo Paraguayo | 1 - 0 | Central Ballester    | Juan Antonio Arias       | 2 de septiembre | 15:30 |

| San Martín (B)       | 0 - 0 | Juventud Unida      | Francisco Boga        | 7 de septiembre  | 15:45 |
| Yupanqui             | 0 - 4 | Centro Español      | Juan Antonio Arias    | 8 de septiembre  | 15:30 |
| Atlas                | 4 - 0 | Lugano              | Ricardo Puga          | 8 de septiembre  | 15:30 |
| Cañuelas             | 2 - 0 | Deportivo Paraguayo | Jorge Alfredo Arín    | 8 de septiembre  | 15:30 |
| Argentino de Quilmes | 0 - 1 | Victoriano Arenas   | Argentino de Quilmes  | 8 de septiembre  | 15:30 |
| Central Ballester    | 1 - 1 | Argentino (R)       | Franco Muggeri        | 8 de septiembre  | 15:30 |
| Muñiz                | 1 - 0 | Leandro N. Alem     | Malvinas Argentinas   | 9 de septiembre  | 15:30 |
| Puerto Nuevo         | 0 - 0 | Ituzaingó           | Rubén Carlos Vallejos | 9 de septiembre  | 15:30 |
| Deportivo Riestra    | 3 - 0 | Claypole            | Guillermo Laza        | 10 de septiembre | 15:30 |

| Argentino (R)       | 0 - 0 | Cañuelas             | José María Olaeta        | 15 de septiembre | 15:30 |
| Leandro N. Alem     | 0 - 1 | Argentino de Quilmes | Leandro N. Alem          | 15 de septiembre | 15:30 |
| Victoriano Arenas   | 0 - 0 | Atlas                | Saturnino Moure          | 15 de septiembre | 15:30 |
| Lugano              | 0 - 1 | Puerto Nuevo         | República de Italia      | 15 de septiembre | 15:30 |
| Ituzaingó           | 2 - 1 | San Martín (B)       | Ituzaingó                | 15 de septiembre | 15:35 |
| Claypole            | 1 - 0 | Central Ballester    | Rodolfo Vicente Capocasa | 16 de septiembre | 15:30 |
| Deportivo Paraguayo | 0 - 0 | Muñiz                | Juan Antonio Arias       | 16 de septiembre | 15:30 |
| Juventud Unida      | 2 - 0 | Centro Español       | Franco Muggeri           | 16 de septiembre | 15:30 |
| Deportivo Riestra   | 3 - 1 | Yupanqui             | Guillermo Laza           | 18 de septiembre | 15:30 |

| Yupanqui             | 0 - 0 | Juventud Unida      | Juan Antonio Arias    | 22 de septiembre | 15:30 |
| San Martín (B)       | 2 - 0 | Lugano              | Francisco Boga        | 22 de septiembre | 15:30 |
| Puerto Nuevo         | 0 - 2 | Victoriano Arenas   | Rubén Carlos Vallejos | 22 de septiembre | 15:30 |
| Central Ballester    | 1 - 1 | Deportivo Riestra   | Franco Muggeri        | 22 de septiembre | 15:30 |
| Argentino de Quilmes | 1 - 0 | Deportivo Paraguayo | Argentino de Quilmes  | 23 de septiembre | 11:00 |
| Muñiz                | 1 - 0 | Argentino (R)       | Malvinas Argentinas   | 23 de septiembre | 15:30 |
| Cañuelas             | 0 - 0 | Claypole            | Jorge Alfredo Arín    | 23 de septiembre | 15:30 |
| Atlas                | 0 - 0 | Leandro N. Alem     | Ricardo Puga          | 24 de septiembre | 15:30 |
| Centro Español       | 0 - 0 | Ituzaingó           | Nueva España          | 24 de septiembre | 15:30 |

| Central Ballester   | 3 - 2 | Yupanqui             | Franco Muggeri           | 29 de septiembre | 15:30 |
| Lugano              | 1 - 0 | Centro Español       | República de Italia      | 29 de septiembre | 15:30 |
| Argentino (R)       | 1 - 1 | Argentino de Quilmes | José María Olaeta        | 29 de septiembre | 15:30 |
| Ituzaingó           | 1 - 0 | Juventud Unida       | Ituzaingó                | 29 de septiembre | 15:30 |
| Claypole            | 1 - 3 | Muñiz                | Rodolfo Vicente Capocasa | 30 de septiembre | 11:00 |
| Deportivo Riestra   | 0 - 2 | Cañuelas             | Guillermo Laza           | 30 de septiembre | 15:35 |
| Deportivo Paraguayo | 0 - 2 | Atlas                | Juan Antonio Arias       | 1 de octubre     | 15:30 |
| Victoriano Arenas   | 3 - 1 | San Martín (B)       | Saturnino Moure          | 1 de octubre     | 15:30 |
| Leandro N. Alem     | 2 - 0 | Puerto Nuevo         | Leandro N. Alem          | 1 de octubre     | 15:40 |

| Cañuelas             | 1 - 0 | Central Ballester   | Jorge Alfredo Arín    | 5 de octubre | 15:30 |
| Yupanqui             | 0 - 2 | Ituzaingó           | Juan Antonio Arias    | 6 de octubre | 15:30 |
| Juventud Unida       | 1 - 1 | Lugano              | Franco Muggeri        | 6 de octubre | 15:30 |
| San Martín (B)       | 3 - 2 | Leandro N. Alem     | Francisco Boga        | 6 de octubre | 15:30 |
| Argentino de Quilmes | 4 - 0 | Claypole            | Argentino de Quilmes  | 6 de octubre | 15:30 |
| Muñiz                | 0 - 0 | Deportivo Riestra   | Malvinas Argentinas   | 7 de octubre | 11:00 |
| Puerto Nuevo         | 1 - 0 | Deportivo Paraguayo | Rubén Carlos Vallejos | 7 de octubre | 15:30 |
| Centro Español       | 0 - 0 | Victoriano Arenas   | Nueva España          | 8 de octubre | 15:30 |
| Atlas                | 0 - 0 | Argentino (R)       | Ricardo Puga          | 8 de octubre | 15:30 |

| Argentino (R)       | 3 - 1 | Puerto Nuevo         | José María Olaeta        | 13 de octubre | 15:30 |
| Victoriano Arenas   | 0 - 0 | Juventud Unida       | Saturnino Moure          | 13 de octubre | 15:30 |
| Claypole            | 2 - 1 | Atlas                | Rodolfo Vicente Capocasa | 13 de octubre | 15:40 |
| Central Ballester   | 2 - 1 | Muñiz                | Franco Muggeri           | 13 de octubre | 15:40 |
| Deportivo Paraguayo | 0 - 2 | San Martín (B)       | Juan Antonio Arias       | 14 de octubre | 15:30 |
| Leandro N. Alem     | 1 - 0 | Centro Español       | Leandro N. Alem          | 14 de octubre | 15:30 |
| Deportivo Riestra   | 2 - 0 | Argentino de Quilmes | Guillermo Laza           | 14 de octubre | 15:35 |
| Lugano              | 1 - 2 | Ituzaingó            | Juan Antonio Arias       | 15 de octubre | 15:30 |
| Cañuelas            | 1 - 0 | Yupanqui             | Jorge Alfredo Arín       | 15 de octubre | 15:35 |

| Argentino de Quilmes | 3 - 0 | Central Ballester   | Argentino de Quilmes  | 19 de octubre   | 15:30 |
| Muñiz                | 0 - 0 | Cañuelas            | Malvinas Argentinas   | 19 de octubre   | 15:30 |
| Juventud Unida       | 1 - 0 | Leandro N. Alem     | Franco Muggeri        | 19 de octubre   | 15:30 |
| Yupanqui             | 2 - 2 | Lugano              | Juan Antonio Arias    | 19 de octubre   | 15:35 |
| Puerto Nuevo         | 1 - 2 | Claypole            | Rubén Carlos Vallejos | 19 de octubre   | 15:45 |
| Centro Español       | 1 - 1 | Deportivo Paraguayo | Nueva España          | 21 de octubre   | 15:30 |
| Ituzaingó            | 0 - 0 | Victoriano Arenas   | Ituzaingó             | 24 de octubre   | 15:30 |
| San Martín (B)       | 0 - 2 | Argentino (R)       | Francisco Boga        | 24 de octubre   | 15:30 |
| Atlas                | 1 - 0 | Deportivo Riestra   | Ricardo Puga          | 21 de noviembre | 17:00 |

| Muñiz               | 1 - 0 | Yupanqui             | Malvinas Argentinas      | 27 de octubre | 15:30 |
| Cañuelas            | 0 - 2 | Argentino de Quilmes | Jorge Alfredo Arín       | 27 de octubre | 15:30 |
| Argentino (R)       | 0 - 1 | Centro Español       | José María Olaeta        | 27 de octubre | 15:30 |
| Victoriano Arenas   | 1 - 1 | Lugano               | Saturnino Moure          | 27 de octubre | 15:30 |
| Central Ballester   | 2 - 1 | Atlas                | Franco Muggeri           | 27 de octubre | 15:40 |
| Claypole            | 0 - 1 | San Martín (B)       | Rodolfo Vicente Capocasa | 28 de octubre | 11:05 |
| Deportivo Paraguayo | 1 - 3 | Juventud Unida       | Juan Antonio Arias       | 28 de octubre | 15:30 |
| Leandro N. Alem     | 1 - 0 | Ituzaingó            | Leandro N. Alem          | 28 de octubre | 15:30 |
| Deportivo Riestra   | 2 - 0 | Puerto Nuevo         | Guillermo Laza           | 28 de octubre | 15:30 |

| Yupanqui             | 0 - 1 | Victoriano Arenas   | Juan Antonio Arias    | 3 de noviembre | 15:30 |
| Argentino de Quilmes | 3 - 0 | Muñiz               | Argentino de Quilmes  | 3 de noviembre | 15:30 |
| Atlas                | 1 - 1 | Cañuelas            | Ricardo Puga          | 3 de noviembre | 15:35 |
| Lugano               | 1 - 0 | Leandro N. Alem     | José Moraños          | 4 de noviembre | 15:30 |
| Ituzaingó            | 1 - 1 | Deportivo Paraguayo | Ituzaingó             | 4 de noviembre | 15:30 |
| Juventud Unida       | 1 - 0 | Argentino (R)       | Franco Muggeri        | 4 de noviembre | 15:30 |
| San Martín (B)       | 2 - 0 | Deportivo Riestra   | Francisco Boga        | 4 de noviembre | 15:30 |
| Puerto Nuevo         | 0 - 0 | Central Ballester   | Rubén Carlos Vallejos | 4 de noviembre | 15:30 |
| Centro Español       | 3 - 0 | Claypole            | Nueva España          | 4 de noviembre | 15:35 |

| Argentino (R)        | 0 - 1 | Ituzaingó         | José María Olaeta        | 10 de noviembre | 15:30 |
| Muñiz                | 1 - 0 | Atlas             | Malvinas Argentinas      | 10 de noviembre | 15:40 |
| Deportivo Paraguayo  | 1 - 0 | Lugano            | Juan Antonio Arias       | 11 de noviembre | 15:30 |
| Leandro N. Alem      | 0 - 0 | Victoriano Arenas | Leandro N. Alem          | 11 de noviembre | 15:30 |
| Argentino de Quilmes | 3 - 1 | Yupanqui          | Argentino de Quilmes     | 12 de noviembre | 17:00 |
| Central Ballester    | 4 - 3 | San Martín (B)    | Franco Muggeri           | 12 de noviembre | 17:00 |
| Deportivo Riestra    | 2 - 0 | Centro Español    | Guillermo Laza           | 12 de noviembre | 17:00 |
| Cañuelas             | 1 - 0 | Puerto Nuevo      | Jorge Alfredo Arín       | 12 de noviembre | 17:00 |
| Claypole             | 0 - 0 | Juventud Unida    | Rodolfo Vicente Capocasa | 12 de noviembre | 17:10 |

| Yupanqui          | 0 - 1 | Leandro N. Alem      | Juan Antonio Arias    | 17 de noviembre | 17:00 |
| Lugano            | 2 - 1 | Argentino (R)        | José Moraños          | 17 de noviembre | 17:00 |
| Ituzaingó         | 0 - 0 | Claypole             | Ituzaingó             | 17 de noviembre | 17:00 |
| Atlas             | 0 - 3 | Argentino de Quilmes | Ricardo Puga          | 17 de noviembre | 17:00 |
| Victoriano Arenas | 3 - 3 | Deportivo Paraguayo  | Saturnino Moure       | 17 de noviembre | 17:00 |
| Puerto Nuevo      | 1 - 1 | Muñiz                | Rubén Carlos Vallejos | 18 de noviembre | 17:00 |
| Juventud Unida    | 0 - 2 | Deportivo Riestra    | Franco Muggeri        | 18 de noviembre | 17:00 |
| San Martín (B)    | 2 - 0 | Cañuelas             | Francisco Boga        | 18 de noviembre | 17:00 |
| Centro Español    | 4 - 1 | Central Ballester    | Nueva España          | 19 de noviembre | 17:00 |

| Central Ballester    | 0 - 1 | Juventud Unida    | Ituzaingó                | 24 de noviembre | 17:00 |
| Atlas                | 1 - 1 | Yupanqui          | Ricardo Puga             | 24 de noviembre | 17:00 |
| Argentino de Quilmes | 2 - 0 | Puerto Nuevo      | Argentino de Quilmes     | 24 de noviembre | 17:00 |
| Cañuelas             | 1 - 2 | Centro Español    | Jorge Alfredo Arín       | 24 de noviembre | 17:00 |
| Muñiz                | 1 - 3 | San Martín (B)    | Malvinas Argentinas      | 24 de noviembre | 17:05 |
| Argentino (R)        | 1 - 0 | Victoriano Arenas | José María Olaeta        | 24 de noviembre | 17:15 |
| Deportivo Riestra    | 0 - 0 | Ituzaingó         | Guillermo Laza           | 25 de noviembre | 17:00 |
| Deportivo Paraguayo  | 0 - 3 | Leandro N. Alem   | Juan Antonio Arias       | 26 de noviembre | 17:00 |
| Claypole             | 0 - 0 | Lugano            | Rodolfo Vicente Capocasa | 26 de noviembre | 17:00 |

| Juventud Unida    | 3 - 1 | Cañuelas             | Franco Muggeri        | 1 de diciembre | 17:00 |
| San Martín (B)    | 1 - 0 | Argentino de Quilmes | Francisco Boga        | 1 de diciembre | 17:00 |
| Puerto Nuevo      | 3 - 1 | Atlas                | Rubén Carlos Vallejos | 1 de diciembre | 17:00 |
| Ituzaingó         | 2 - 0 | Central Ballester    | Ituzaingó             | 1 de diciembre | 17:00 |
| Leandro N. Alem   | 0 - 0 | Argentino (R)        | Leandro N. Alem       | 1 de diciembre | 17:00 |
| Yupanqui          | 3 - 2 | Deportivo Paraguayo  | Juan Antonio Arias    | 1 de diciembre | 17:00 |
| Lugano            | 2 - 3 | Deportivo Riestra    | José Moraños          | 1 de diciembre | 17:05 |
| Victoriano Arenas | 3 - 1 | Claypole             | Saturnino Moure       | 3 de diciembre | 17:00 |
| Centro Español    | 0 - 0 | Muñiz                | Nueva España          | 4 de diciembre | 17:00 |

| Victoriano Arenas   | 0 - 1 | Deportivo Riestra    | Saturnino Moure       | 8 de diciembre  | 17:00 |
| Juventud Unida      | 2 - 0 | Muñiz                | Franco Muggeri        | 8 de diciembre  | 17:00 |
| Lugano              | 3 - 0 | Central Ballester    | José Moraños          | 8 de diciembre  | 17:00 |
| Puerto Nuevo        | 0 - 0 | Yupanqui             | Rubén Carlos Vallejos | 9 de diciembre  | 17:00 |
| Ituzaingó           | 1 - 0 | Cañuelas             | Ituzaingó             | 9 de diciembre  | 17:00 |
| Centro Español      | 0 - 1 | Argentino de Quilmes | Nueva España          | 9 de diciembre  | 17:20 |
| San Martín (B)      | 0 - 0 | Atlas                | Francisco Boga        | 10 de diciembre | 17:00 |
| Deportivo Paraguayo | 1 - 0 | Argentino (R)        | Juan Antonio Arias    | 10 de diciembre | 17:30 |
| Leandro N. Alem     | 1 - 0 | Claypole             | Leandro N. Alem       | 12 de diciembre | 17:05 |

| Yupanqui             | 0 - 1 | Argentino (R)       | Juan Antonio Arias       | 15 de diciembre | 17:00 |
| Atlas                | 1 - 1 | Centro Español      | Ricardo Puga             | 15 de diciembre | 17:00 |
| Cañuelas             | 1 - 1 | Lugano              | Jorge Alfredo Arín       | 15 de diciembre | 17:00 |
| Argentino de Quilmes | 1 - 1 | Juventud Unida      | Argentino de Quilmes     | 15 de diciembre | 17:00 |
| Puerto Nuevo         | 1 - 4 | San Martín (B)      | Villa Dálmine            | 15 de diciembre | 17:05 |
| Deportivo Riestra    | 2 - 0 | Leandro N. Alem     | Guillermo Laza           | 16 de diciembre | 17:00 |
| Central Ballester    | 0 - 2 | Victoriano Arenas   | Franco Muggeri           | 16 de diciembre | 17:00 |
| Claypole             | 2 - 1 | Deportivo Paraguayo | Rodolfo Vicente Capocasa | 16 de diciembre | 17:00 |
| Muñiz                | 0 - 2 | Ituzaingó           | Ricardo Puga             | 17 de diciembre | 17:00 |

| Juventud Unida      | 0 - 0 | Atlas                | Franco Muggeri     | 16 de febrero | 17:00 |
| Ituzaingó           | 1 - 0 | Argentino de Quilmes | Ituzaingó          | 16 de febrero | 17:00 |
| Lugano              | 1 - 2 | Muñiz                | José Moraños       | 16 de febrero | 17:00 |
| Victoriano Arenas   | 3 - 1 | Cañuelas             | Saturnino Moure    | 16 de febrero | 17:00 |
| Leandro N. Alem     | 1 - 0 | Central Ballester    | Leandro N. Alem    | 16 de febrero | 17:00 |
| Argentino (R)       | 0 - 0 | Claypole             | José María Olaeta  | 17 de febrero | 17:00 |
| Deportivo Paraguayo | 0 - 0 | Deportivo Riestra    | Juan Antonio Arias | 18 de febrero | 17:00 |
| San Martín (B)      | 0 - 0 | Yupanqui             | Francisco Boga     | 18 de febrero | 17:05 |
| Centro Español      | 1 - 1 | Puerto Nuevo         | Nueva España       | 19 de febrero | 17:00 |

| Yupanqui             | 1 - 1 | Claypole            | Juan Antonio Arias              | 23 de febrero | 17:00 |
| Central Ballester    | 0 - 0 | Deportivo Paraguayo | Franco Muggeri (Juventud Unida) | 24 de febrero | 17:00 |
| Cañuelas             | 0 - 0 | Leandro N. Alem     | Jorge Alfredo Arín              | 24 de febrero | 17:00 |
| Atlas                | 1 - 1 | Ituzaingó           | Ricardo Puga                    | 24 de febrero | 17:00 |
| San Martín (B)       | 2 - 1 | Centro Español      | Francisco Boga                  | 24 de febrero | 17:00 |
| Puerto Nuevo         | 0 - 1 | Juventud Unida      | Rubén Carlos Vallejos           | 24 de febrero | 17:25 |
| Argentino de Quilmes | 4 - 2 | Lugano              | Argentino de Quilmes            | 25 de febrero | 17:00 |
| Muñiz                | 1 - 2 | Victoriano Arenas   | Ramón Roque Martín              | 25 de febrero | 17:10 |
| Deportivo Riestra    | 4 - 1 | Argentino (R)       | Guillermo Laza                  | 26 de febrero | 17:00 |

| Lugano              | 0 - 2 | Atlas                | José Moraños             | 2 de marzo | 17:00 |
| Leandro N. Alem     | 0 - 1 | Muñiz                | Leandro N. Alem          | 2 de marzo | 17:00 |
| Juventud Unida      | 1 - 1 | San Martín (B)       | Franco Muggeri           | 3 de marzo | 17:00 |
| Ituzaingó           | 2 - 1 | Puerto Nuevo         | Ituzaingó                | 3 de marzo | 17:00 |
| Argentino (R)       | 1 - 1 | Central Ballester    | José María Olaeta        | 3 de marzo | 17:00 |
| Claypole            | 0 - 3 | Deportivo Riestra    | Rodolfo Vicente Capocasa | 3 de marzo | 17:00 |
| Centro Español      | 0 - 1 | Yupanqui             | Nueva España             | 4 de marzo | 17:00 |
| Victoriano Arenas   | 2 - 4 | Argentino de Quilmes | Saturnino Moure          | 4 de marzo | 17:00 |
| Deportivo Paraguayo | 0 - 0 | Cañuelas             | Juan Antonio Arias       | 4 de marzo | 17:00 |

| Yupanqui             | 1 - 1 | Deportivo Riestra   | Juan Antonio Arias    | 9 de marzo  | 17:00 |
| Atlas                | 0 - 2 | Victoriano Arenas   | Ricardo Puga          | 9 de marzo  | 17:00 |
| Cañuelas             | 2 - 2 | Argentino (R)       | Jorge Alfredo Arín    | 9 de marzo  | 17:00 |
| San Martín (B)       | 0 - 0 | Ituzaingó           | Francisco Boga        | 9 de marzo  | 17:00 |
| Central Ballester    | 2 - 3 | Claypole            | Franco Muggeri        | 9 de marzo  | 17:00 |
| Puerto Nuevo         | 0 - 2 | Lugano              | Rubén Carlos Vallejos | 10 de marzo | 17:00 |
| Muñiz                | 1 - 1 | Deportivo Paraguayo | Ramón Roque Martín    | 10 de marzo | 17:00 |
| Argentino de Quilmes | 2 - 0 | Leandro N. Alem     | Argentino de Quilmes  | 11 de marzo | 17:00 |
| Centro Español       | 0 - 0 | Juventud Unida      | Nueva España          | 12 de marzo | 17:00 |

| Argentino (R)       | 1 - 2 | Muñiz                | José María Olaeta        | 16 de marzo | 15:30 |
| Victoriano Arenas   | 1 - 0 | Puerto Nuevo         | Saturnino Moure          | 16 de marzo | 15:30 |
| Juventud Unida      | 0 - 0 | Yupanqui             | Franco Muggeri           | 16 de marzo | 15:30 |
| Ituzaingó           | 0 - 2 | Centro Español       | Ituzaingó                | 16 de marzo | 15:30 |
| Claypole            | 0 - 0 | Cañuelas             | Rodolfo Vicente Capocasa | 17 de marzo | 11:10 |
| Lugano              | 1 - 2 | San Martín (B)       | José Moraños             | 17 de marzo | 15:30 |
| Deportivo Paraguayo | 0 - 4 | Argentino de Quilmes | Juan Antonio Arias       | 17 de marzo | 15:30 |
| Deportivo Riestra   | 2 - 1 | Central Ballester    | Guillermo Laza           | 17 de marzo | 15:30 |
| Leandro N. Alem     | 3 - 0 | Atlas                | Carlos Barraza           | 17 de marzo | 16:00 |

| Cañuelas             | 0 - 1 | Deportivo Riestra   | Jorge Alfredo Arín    | 23 de marzo | 15:30 |
| Yupanqui             | 2 - 2 | Central Ballester   | Juan Antonio Arias    | 23 de marzo | 15:30 |
| Atlas                | 0 - 0 | Deportivo Paraguayo | Ricardo Puga          | 23 de marzo | 15:40 |
| Puerto Nuevo         | 2 - 2 | Leandro N. Alem     | Rubén Carlos Vallejos | 23 de marzo | 15:40 |
| Juventud Unida       | 1 - 1 | Ituzaingó           | Franco Muggeri        | 24 de marzo | 11:00 |
| Argentino de Quilmes | 3 - 1 | Argentino (R)       | Argentino de Quilmes  | 24 de marzo | 15:30 |
| San Martín (B)       | 1 - 0 | Victoriano Arenas   | Francisco Boga        | 24 de marzo | 15:30 |
| Centro Español       | 2 - 1 | Lugano              | Nueva España          | 24 de marzo | 15:30 |
| Muñiz                | 2 - 0 | Claypole            | Ramón Roque Martín    | 25 de marzo | 15:35 |

| Central Ballester   | 2 - 0 | Cañuelas             | Franco Muggeri           | 30 de marzo | 13:00 |
| Ituzaingó           | 0 - 0 | Yupanqui             | Ituzaingó                | 30 de marzo | 15:30 |
| Lugano              | 3 - 2 | Juventud Unida       | José Moraños             | 30 de marzo | 15:30 |
| Victoriano Arenas   | 0 - 2 | Centro Español       | Saturnino Moure          | 30 de marzo | 15:30 |
| Argentino (R)       | 2 - 3 | Atlas                | José María Olaeta        | 31 de marzo | 15:30 |
| Leandro N. Alem     | 2 - 1 | San Martín (B)       | Carlos Barraza           | 31 de marzo | 15:30 |
| Deportivo Paraguayo | 2 - 1 | Puerto Nuevo         | Juan Antonio Arias       | 31 de marzo | 15:30 |
| Deportivo Riestra   | 1 - 0 | Muñiz                | Guillermo Laza           | 1 de abril  | 15:30 |
| Claypole            | 0 - 1 | Argentino de Quilmes | Rodolfo Vicente Capocasa | 1 de abril  | 15:30 |

| Ituzaingó            | 0 - 0 | Lugano              | Ituzaingó             | 6 de abril | 15:30 |
| Juventud Unida       | 1 - 1 | Victoriano Arenas   | Franco Muggeri        | 6 de abril | 15:30 |
| Argentino de Quilmes | 1 - 0 | Deportivo Riestra   | Argentino de Quilmes  | 7 de abril | 11:00 |
| Yupanqui             | 0 - 0 | Cañuelas            | Juan Antonio Arias    | 7 de abril | 15:30 |
| Atlas                | 1 - 1 | Claypole            | Ricardo Puga          | 8 de abril | 15:30 |
| Puerto Nuevo         | 1 - 0 | Argentino (R)       | Rubén Carlos Vallejos | 8 de abril | 15:30 |
| San Martín (B)       | 6 - 0 | Deportivo Paraguayo | Francisco Boga        | 8 de abril | 15:35 |
| Centro Español       | 1 - 1 | Leandro N. Alem     | Nueva España          | 9 de abril | 15:30 |
| Muñiz                | 0 - 0 | Central Ballester   | Ramón Roque Martín    | 9 de abril | 15:45 |

| Victoriano Arenas   | 0 - 1 | Ituzaingó            | Saturnino Moure          | 13 de abril | 15:30 |
| Lugano              | 3 - 0 | Yupanqui             | José Moraños             | 13 de abril | 15:30 |
| Central Ballester   | 1 - 2 | Argentino de Quilmes | Franco Muggeri           | 13 de abril | 15:30 |
| Claypole            | 2 - 0 | Puerto Nuevo         | Rodolfo Vicente Capocasa | 14 de abril | 11:00 |
| Argentino (R)       | 2 - 4 | San Martín (B)       | José María Olaeta        | 14 de abril | 14:00 |
| Deportivo Riestra   | 1 - 0 | Atlas                | Guillermo Laza           | 15 de abril | 15:30 |
| Deportivo Paraguayo | 0 - 3 | Centro Español       | Juan Antonio Arias       | 15 de abril | 15:30 |
| Cañuelas            | 1 - 4 | Muñiz                | Jorge Alfredo Arín       | 15 de abril | 15:30 |
| Leandro N. Alem     | 0 - 2 | Juventud Unida       | Carlos Barraza           | 15 de abril | 15:30 |

| Ituzaingó            | 0 - 1 | Leandro N. Alem     | Ituzaingó             | 20 de abril | 15:30 |
| Atlas                | 3 - 0 | Central Ballester   | Ricardo Puga          | 20 de abril | 15:30 |
| Lugano               | 1 - 0 | Victoriano Arenas   | José Moraños          | 20 de abril | 15:30 |
| Argentino de Quilmes | 2 - 0 | Cañuelas            | Argentino de Quilmes  | 21 de abril | 11:00 |
| Yupanqui             | 0 - 2 | Muñiz               | Juan Antonio Arias    | 21 de abril | 11:00 |
| San Martín (B)       | 3 - 0 | Claypole            | Francisco Boga        | 21 de abril | 11:00 |
| Puerto Nuevo         | 1 - 3 | Deportivo Riestra   | Rubén Carlos Vallejos | 21 de abril | 11:00 |
| Juventud Unida       | 1 - 0 | Deportivo Paraguayo | Franco Muggeri        | 21 de abril | 15:30 |
| Centro Español       | 1 - 2 | Argentino (R)       | Nueva España          | 21 de abril | 15:30 |

| Claypole            | 0 - 0 | Centro Español       | Rodolfo Vicente Capocasa | 26 de abril | 15:30 |
| Leandro N. Alem     | 1 - 0 | Lugano               | Leandro N. Alem          | 26 de abril | 15:40 |
| Cañuelas            | 0 - 1 | Atlas                | Jorge Alfredo Arín       | 27 de abril | 15:30 |
| Central Ballester   | 2 - 0 | Puerto Nuevo         | Franco Muggeri           | 27 de abril | 15:30 |
| Victoriano Arenas   | 2 - 0 | Yupanqui             | Saturnino Moure          | 27 de abril | 15:30 |
| Argentino (R)       | 0 - 0 | Juventud Unida       | José María Olaeta        | 27 de abril | 15:30 |
| Deportivo Paraguayo | 0 - 4 | Ituzaingó            | Juan Antonio Arias       | 28 de abril | 15:30 |
| Deportivo Riestra   | 1 - 3 | San Martín (B)       | Guillermo Laza           | 29 de abril | 15:30 |
| Muñiz               | 1 - 2 | Argentino de Quilmes | Ciudad de Libertad       | 30 de abril | 15:30 |

| Lugano            | 2 - 0 | Deportivo Paraguayo  | José Moraños          | 4 de mayo | 15:30 |
| Juventud Unida    | 5 - 0 | Claypole             | Franco Muggeri        | 5 de mayo | 12:00 |
| Yupanqui          | 0 - 1 | Argentino de Quilmes | Juan Antonio Arias    | 5 de mayo | 15:30 |
| Centro Español    | 0 - 2 | Deportivo Riestra    | Nueva España          | 5 de mayo | 15:30 |
| San Martín (B)    | 6 - 1 | Central Ballester    | Francisco Boga        | 5 de mayo | 15:45 |
| Puerto Nuevo      | 0 - 1 | Cañuelas             | Rubén Carlos Vallejos | 5 de mayo | 16:25 |
| Ituzaingó         | 3 - 0 | Argentino (R)        | Juan Antonio Arias    | 6 de mayo | 15:35 |
| Atlas             | 1 - 1 | Muñiz                | Ricardo Puga          | 7 de mayo | 15:30 |
| Victoriano Arenas | 1 - 2 | Leandro N. Alem      | Saturnino Moure       | 7 de mayo | 15:30 |

| Cañuelas             | 1 - 2 | San Martín (B)    | Jorge Alfredo Arín       | 11 de mayo | 11:00 |
| Claypole             | 3 - 1 | Ituzaingó         | Rodolfo Vicente Capocasa | 11 de mayo | 11:00 |
| Argentino de Quilmes | 3 - 1 | Atlas             | Argentino de Quilmes     | 11 de mayo | 13:00 |
| Argentino (R)        | 1 - 0 | Lugano            | José María Olaeta        | 11 de mayo | 15:35 |
| Leandro N. Alem      | 3 - 0 | Yupanqui          | Leandro N. Alem          | 12 de mayo | 14:00 |
| Central Ballester    | 1 - 2 | Centro Español    | Franco Muggeri           | 12 de mayo | 15:45 |
| Deportivo Paraguayo  | 2 - 1 | Victoriano Arenas | Juan Antonio Arias       | 13 de mayo | 15:30 |
| Deportivo Riestra    | 3 - 0 | Juventud Unida    | Guillermo Laza           | 13 de mayo | 15:55 |
| Muñiz                | 2 - 0 | Puerto Nuevo      | Ciudad de Libertad       | 14 de mayo | 15:45 |

| Yupanqui          | 0 - 0 | Atlas                | Juan Antonio Arias    | 17 de mayo | 15:30 |
| Lugano            | 1 - 1 | Claypole             | José Moraños          | 17 de mayo | 15:30 |
| Victoriano Arenas | 2 - 1 | Argentino (R)        | Saturnino Moure       | 18 de mayo | 15:30 |
| Puerto Nuevo      | 1 - 4 | Argentino de Quilmes | Rubén Carlos Vallejos | 19 de mayo | 11:05 |
| Centro Español    | 2 - 0 | Cañuelas             | Nueva España          | 19 de mayo | 15:30 |
| Leandro N. Alem   | 3 - 2 | Deportivo Paraguayo  | Leandro N. Alem       | 20 de mayo | 15:30 |
| Juventud Unida    | 3 - 0 | Central Ballester    | Franco Muggeri        | 20 de mayo | 15:30 |
| San Martín (B)    | 1 - 0 | Muñiz                | Francisco Boga        | 20 de mayo | 15:50 |
| Ituzaingó         | 1 - 0 | Deportivo Riestra    | Juan Antonio Arias    | 21 de mayo | 15:35 |

| Deportivo Riestra    | 0 - 0 | Lugano            | Guillermo Laza           | 25 de mayo | 15:30 |
| Argentino de Quilmes | 3 - 0 | San Martín (B)    | Argentino de Quilmes     | 25 de mayo | 15:30 |
| Muñiz                | 1 - 4 | Centro Español    | José Moraños             | 25 de mayo | 15:30 |
| Argentino (R)        | 2 - 2 | Leandro N. Alem   | José María Olaeta        | 25 de mayo | 15:30 |
| Central Ballester    | 2 - 1 | Ituzaingó         | Franco Muggeri           | 25 de mayo | 15:30 |
| Cañuelas             | 0 - 1 | Juventud Unida    | Jorge Alfredo Arín       | 25 de mayo | 15:30 |
| Claypole             | 2 - 1 | Victoriano Arenas | Rodolfo Vicente Capocasa | 26 de mayo | 11:00 |
| Atlas                | 3 - 0 | Puerto Nuevo      | Ricardo Puga             | 26 de mayo | 15:30 |
| Deportivo Paraguayo  | 1 - 2 | Yupanqui          | Juan Antonio Arias       | 26 de mayo | 15:30 |

## Torneo reducido
Los equipos ubicados del segundo al quinto puesto de la tabla de posiciones final participaron del torneo reducido. El ganador ascendió a la Primera C.
|  | Semifinales           | Semifinales          | Semifinales          |   |                   | Final                | Final                | Final                |  |
|  | del 1 al 10 de junio  | del 1 al 10 de junio | del 1 al 10 de junio |   |                   | del 16 y 22 de junio | del 16 y 22 de junio | del 16 y 22 de junio |  |
|  |                       |                      |                      |   |                   |                      |                      |                      |  |
|  |                       |                      |                      |   |                   |                      |                      |                      |  |
|  | Deportivo Riestra (p) | 0                    | 1(4)                 |   |                   |                      |                      |                      |  |
|  | Deportivo Riestra (p) | 0                    | 1(4)                 |   |                   |                      |                      |                      |  |
|  | Juventud Unida        | 1                    | 0(3)                 |   |                   |                      |                      |                      |  |
|  | Juventud Unida        | 1                    | 0(3)                 |   | Deportivo Riestra | 0                    | 2(5)                 |                      |  |
|  |                       |                      |                      |   | Deportivo Riestra | 0                    | 2(5)                 |                      |  |
|  |                       |                      | Ituzaingó            | 1 | 1(6)              |                      |                      |                      |  |
|  | San Martín (B)        | 0                    | Ituzaingó            | 1 | 1(6)              | 1                    |                      |                      |  |
|  | San Martín (B)        | 0                    |                      |   |                   | 1                    |                      |                      |  |
|  | Ituzaingó             | 0                    | 2                    |   |                   |                      |                      |                      |  |
|  | Ituzaingó             | 0                    | 2                    |   |                   |                      |                      |                      |  |
|  |                       |                      |                      |   |                   |                      |                      |                      |  |

- Ituzaingó logró el segundo ascenso a la Primera C.
- Nota: En cada llave, el equipo ubicado en la primera línea jugó de local en el partido de vuelta.

## Goleadores
| Pos. | Jugador              | Jugador          | Goles | Equipo               |
| ---- | -------------------- | ---------------- | ----- | -------------------- |
| 1°   | Bandera de Argentina | Diego Leguiza    | 18    | Argentino de Quilmes |
| 2°   | Bandera de Argentina | Damián Arce      | 17    | Riestra              |
| 3°   | Bandera de Argentina | Jonathan Herrera | 15    | Centro Español       |
| 4°   | Bandera de Argentina | Damián Silva     | 12    | Lugano               |
| 5°   | Bandera de Argentina | Daniel Sosa      | 12    | San Martín (B)       |